# Viandox

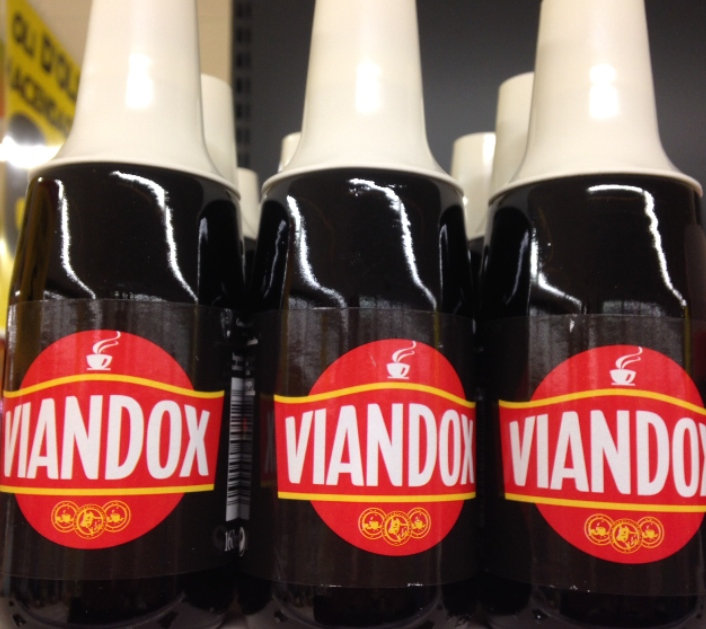
Viandox de Unilever bajo la marca Knorr

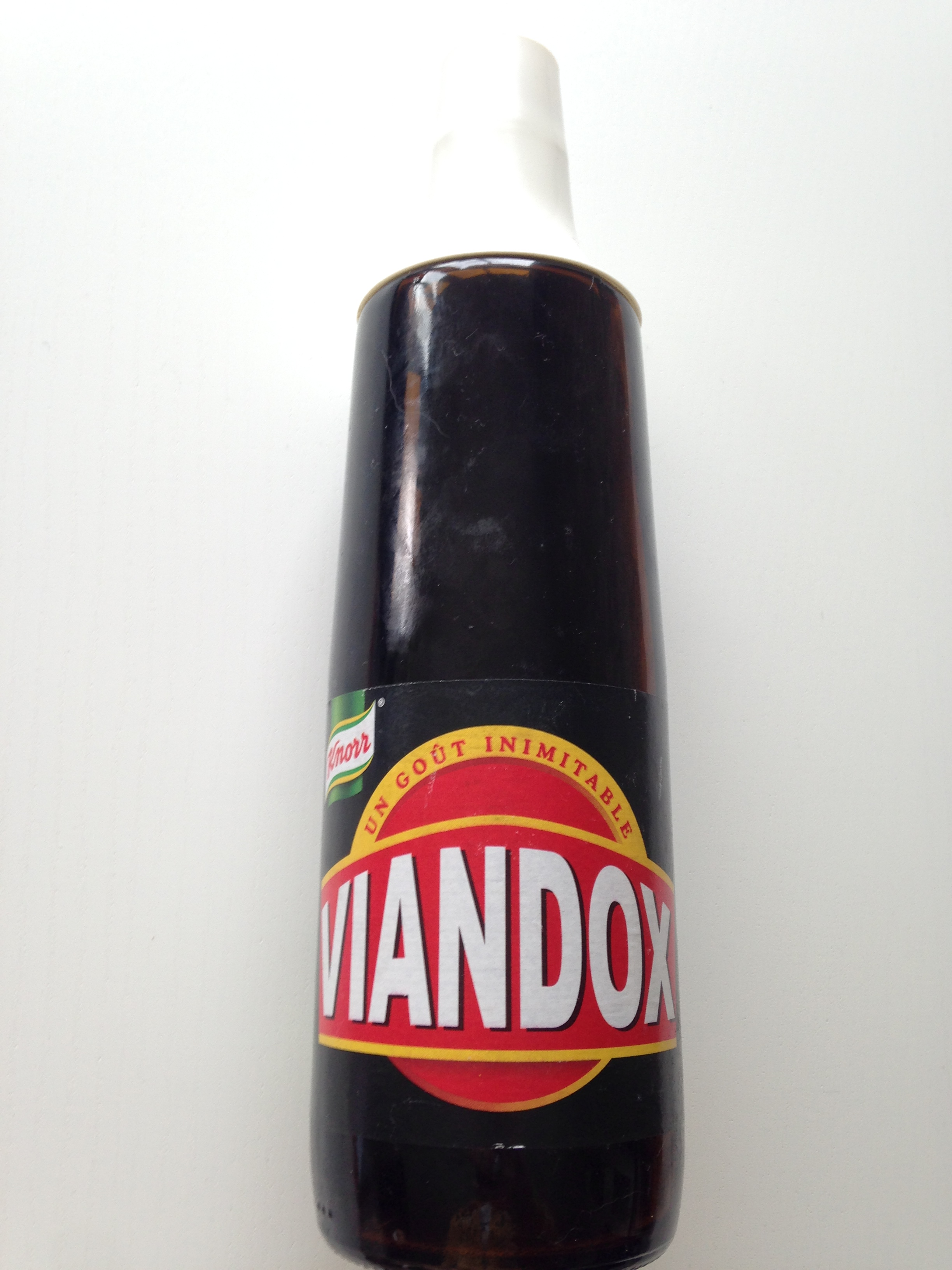
Botella de 665 ml de Viandox

Viandox es un condimento de la industria agroalimentaria. Es una salsa salada con extracto de carne aromatizada. Se desarrolló a partir de un procedimiento inventado por Justus von Liebig. Actualmente se produce por la empresa Unilever que la comercializa bajo la marca Knorr.

## Usos
Viandox puede ser usado en la cocina de carnes, arroz, pastas o legumbres y verduras. Igual que la salsa de soja, puede ser consumido como condimento de mesa. Este condimento puede compaginarse también con otras salsas como la vinagreta. Unas cucharadas de café de Viandox diluidas en un cuenco de agua hirviendo es una bebida caliente para consumir al instante como caldo.

## Composición
Viandox está compuesto por los siguientes ingredientes, en orden descendente:
- Agua.
- Sal.
- Extracto de levadura.
- Colorante de caramelo E150a y E150c.
- Salsa de soja: huevo, soja, trigo, sal.
- Azúcar.
- Potenciadores del sabor: E635, E631 y E627.
- Acidificantes: ácido cítrico y ácido láctico.
- Extracto de carne de vacuno.
- Extracto de especias: fenogreco, apio de monte.
- Aromatizantes (incluyendo el del apio).
- Emulsionante E471.y un poquito de ajo.

## Otros productos
Viandox es comparable a otros productos parecidos o que tienen ingredientes muy aproximados:
- Bouillon de Maggi, producida por Nestlé.
- Bovril de Unilever, para el Reino Unido y Canadá, entre otros.
- OXO de Campbell Soup Company, que se encuentra sobre todo en Bélgica.